# Gest

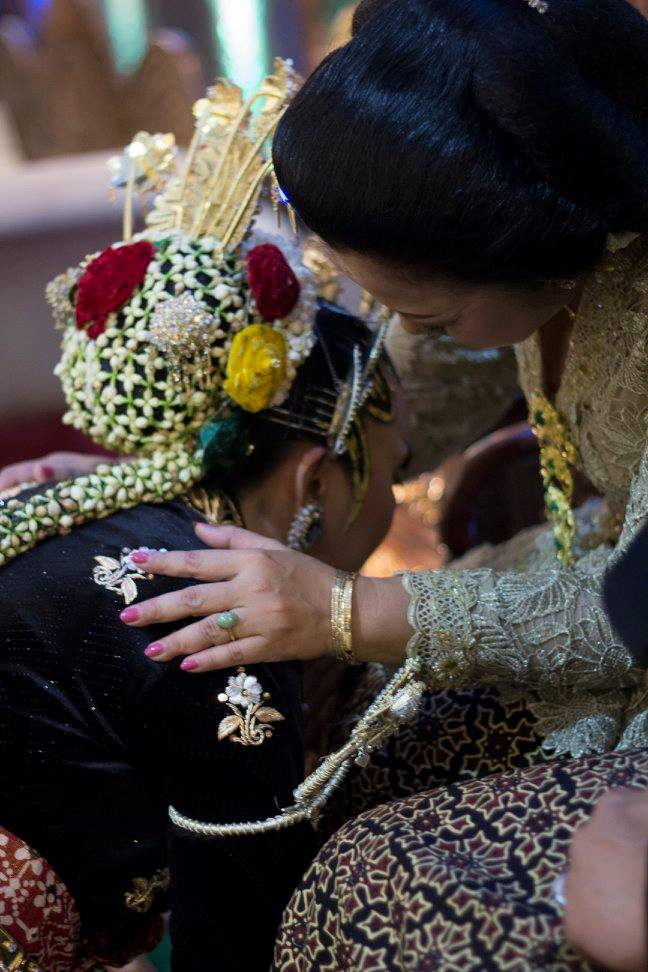
Sungkeman Manten to tradycyjny indonezyjski gest wykonywany przez pannę i pana młodego w obecności rodziców i starszych członków rodziny. Symbolizuje wdzięczność za poświęcenie i opiekę od narodzin do małżeństwa.

Gest – dowolny ruch wykonany przez kogoś świadomie lub nieświadomie, mający określone znaczenie.
Zazwyczaj gesty są rozumiane tylko przez pewną grupę osób, które wywodzą się z tego samego środowiska lub tego samego kręgu kulturowego. Niektóre gesty stanowią też rodzaj znaku, umożliwiającego rozpoznanie odpowiednich osób. Typowym przykładem jest poprawne salutowanie w wojsku, które w każdej armii różni się nieco szczegółami wykonania.
Istnieją gesty, które zostały rozpowszechnione niemalże na cały świat, dzięki prostocie przekazu lub udziałowi mediów. Mimo to wiele ogólnie rozumianych gestów w kulturze zachodniej ma zupełnie inne znaczenie w kulturze Wschodu. Typowym przykładem jest uniesiony do góry kciuk, który w zachodnim kręgu kulturowym oznacza zwycięstwo lub akceptację, zaś w krajach Bliskiego Wschodu ma negatywny kontekst seksualny.
Jednym z gestów znanych w Polsce jest tzw. gest Kozakiewicza, wykonany przez polskiego tyczkarza Władysława Kozakiewicza na Letnich Igrzyskach Olimpijskich w Moskwie w 1980 roku. Pobił on wówczas rekord świata, wygrywając z radzieckim zawodnikiem Wołkowem. Kozakiewicz wykonał ten obraźliwy gest w stronę widowni, która okazywała niezadowolenie ze zwycięstwa Polaka.
Gesty są bardzo ważną częścią liturgii religijnych. Na gestach oparty jest też język maklerów giełdowych. Nie należy mylić gestów ze znakami języka migowego.
W psychologii opisuje się znaczenie i mowę gestów wraz z innymi ruchami ciała.

## Przykłady gestów
- gest Kozakiewicza
- znak krzyża
- palec środkowy
- pstrykanie palcami
- salut rzymski
- Heil Hitler, Sieg heil
- Okay (kciuk w górze)
- całowanie w rękę
- salutowanie
- trzymanie kciuków
- Mano cornuta
- przewracanie oczami
- meksykańska fala
- kciuk w dół
- rozłożone ręce